# 日本人類学会
一般社団法人日本人類学会（にほんじんるいがっかい、欧文名：The Anthropological Society of Nippon、略称：ASN）は、人類学上の事項を研究し、これに関する知識の交流をはかることを目的とした、日本の単独学会である。

## 概要
1884年10月12日に設立。日本最古の学会の1つである。自然人類学に関連する諸分野の研究者を中心としている。また、国内唯一の自然人類学に関する学会でもある。
1884年に、当時東京大学理学部の学生であった坪井正五郎ら10人により、「じんるいがくのとも」という団体が結成された。2年後の1886年には、「人類学会報告」という機関誌の第1号が出版され、団体名は「東京人類学会」に変わった。機関誌は「東京人類学会報告」「東京人類学会雑誌」あるいは「人類学雑誌」などとも呼ばれる。1941年、団体名はさらに「日本人類学会」と改称された。1998年からは、「Anthropological Science」という名の機関誌を発行しており、和文誌と英文誌がある。

## 沿革
- 1884年 - 「じんるいがくのとも」が発足。
- 1886年 - 「東京人類学会」が設立。
- 1941年 - 「日本人類学会」に改称。